# Atassi
Atassi (in arabo ﺍلاﺗﺎﺳﻲ‎?, al-Atāsī) è una famiglia siriana di Ḥomṣ nota per la sua importanza politica ed economica, originata in larga misura dalle vaste proprietà possedute in Siria, tra le città di Homs (l'antica Emesa) e Damasco.
I membri della famiglia hanno tradizionalmente svolto i loro studi a Costantinopoli finché la Siria fece parte dell'Impero ottomano ma dopo la sua disgregazione e durante il mandato francese sulla Siria il luogo privilegiato d'istruzione è divenuto la parigina Sorbona assieme ad altri centri di studio rinomati sul continente europeo.
La potenza e il prestigio della famiglia raggiunsero il loro apice nel 1936 in occasione della fondazione della moderna repubblica di Siria, allorché primo Presidente della Repubblica divenne Hashim al-Atassi.
Due altri componenti della famiglia Atassi - Lu'ayy al-Atassi e Nur al-Din al-Atassi - sono divenuti anch'essi Presidenti della Repubblica.
La famiglia annovera tra i suoi ranghi numerosi sindaci, magistrati, ambasciatori, muftī, parlamentari ed ufficiali delle forze armate.

## Membri della famiglia
- Hashim al-Atassi (1875-1960), uomo politico siriano, 2º Presidente della Repubblica siriana, dal 1936 al 1939, sotto Mandato francese, quindi ancora capo dello Stato dal 1949 al 1951.
- Adnan al-Atassi (1905-1969), figlio di Hāshim, condannato a morte (pena mutata nell'ergastolo) a seguito dell'imputazione di tentato colpo di Stato.
- Lu'ayy al-Atassi (1926-2003), Presidente del Consiglio Nazionale del Comando della Rivoluzione (equivalente a capo di Stato) dal 9 marzo al 27 luglio 1963.
- Nur al-Din al-Atassi (1930-1992), Presidente della Repubblica dal 1966 al 1970. Deposto dal colpo di Stato militare che portò al potere Hafiz al-Asad.
- Jamal al-Atassi (1922-2000), uomo politico siriano e membro influente del Ba'th.
- Ali al-Atassi, giornalista siriano, attivo nel capo della difesa dei diritti dell'uomo.
- Farhan al-Atassi, giustiziato dopo essere stato accusato dal regime siriano militare di spionaggio a favore degli Stati Uniti o d'Israele.
- Jawdat al-Atassi (1925-?), diplomatico e militare siriano.